# 摩德納 (密蘇里州)
摩德納（英語：Modena）是位於美國密蘇里州默瑟縣的非建制地區。

## 歷史
摩德納的郵局於1858年設立，其後於1971年停運。

## 地理
摩德納所處的海拔為高於海平面295米（即968英呎），而該地所採用的時區為UTC-6，即北美中部時區（CST）。同時該地設有夏令時間，為UTC-6調快一小時，即UTC-5（CDT）。